# Institut Suec
L'Institut Suec (originalment en suec: Svenska institutet, abreujat SI) és una agència governamental sueca que s'encarrega de proporcionar informació sobre Suècia a l'estranger, de promoure els interessos suecs, i d'organitzar intercanvis amb altres països en diferents àmbits de la vida pública, especialment en els àmbits cultural, educatiu i d'investigació.
La seu principal de l'Institut Suec es troba a la Gamla Stan, al centre d'Estocolm. També té una seu a l'estranger, el Centre culturel suédois de París. L'agència compta amb uns noranta empleats, i el govern de Suècia és el que en designa els dirigents.
A principis del 2007, l'Institut Suec va informar que planejava muntar una "ambaixada", la "Casa de Suècia", a Second Life, un món virtual a Internet. Aquesta oficina virtual no expedirà ni passaports ni visats, però donarà informació sobre el país.